# Cyfarthfa Castle
Cyfarthfa Castle (walisisk: Castell Cyfarthfa) er en borglignende herregård der var hjem for Crawshay-familien, der ejede Cyfarthfa Ironworks i Park, Merthyr Tydfil, Wales. Huset er anlagt i 1824 med udsigt over dalen og jernværkerne. Cyfarthfa kan løst oversættes fra walisisk til stedet for gøen, og navnet kommer af, at der tidligere har været mange jagthunde i byen, som blev brugt til at jage væsler og lignende.
Selvom bygningen har krenelering i borgstil, så har bygningen et stort køkken, baghus, billiardrum, bibliotek og andre faciliteter. Der hører omkring 64 ha park til Cyfarthfa Castle, der kaldes Cyfarthfa Park og som drives af Merthyr Tydfil County Borough Council.